# 小花红花荷
小花红花荷（学名：Rhodoleia parvipetala）为金缕梅科红花荷属下的一个种。

## 扩展阅读
- 維基物種上的相關：小花红花荷